# Elves Baldé
Elves Umar Baldé (Bissau, 2 ottobre 1999) è un calciatore guineense con cittadinanza portoghese, attaccante del Farense.

## Carriera

### Club
Il 14 agosto 2016 ha fatto il suo debutto fra i professionisti con lo Sporting Lisbona B nella partita di Segunda Liga contro il Covilhã.
Il 27 dicembre 2018 è stato ceduto in prestito fino alla fine della stagione al Paços Ferreira.
Il 26 agosto 2019 si è unito al Feirense in prestito.
Nell'estate del 2021 ha firmato a titolo definitivo con il Farense.

### Nazionale
Ha giocato nelle nazionali giovanili portoghesi Under-16, Under-16, Under-18, Under-19 ed Under-20.

## Statistiche

### Presenze e reti nei club
Statistiche aggiornate al 20 settembre 2023.
| Stagione        | Squadra            | Campionato      | Campionato | Campionato | Coppe nazionali | Coppe nazionali | Coppe nazionali | Coppe continentali | Coppe continentali | Coppe continentali | Altre coppe | Altre coppe | Altre coppe | Totale | Totale | Totale |
| Stagione        | Squadra            | Comp            | Pres       | Reti       | Comp            | Pres            | Reti            | Comp               | Pres               | Reti               | Comp        | Pres        | Reti        | Pres   | Reti   |        |
| --------------- | ------------------ | --------------- | ---------- | ---------- | --------------- | --------------- | --------------- | ------------------ | ------------------ | ------------------ | ----------- | ----------- | ----------- | ------ | ------ | ------ |
| 2016-2017       | Sporting Lisbona B | SL              | 4          | 0          |                 | -               | -               |                    | -                  | -                  |             | -           | -           | 4      | 0      |        |
| 2018-2019       | Paços Ferreira     | SL              | 13         | 3          | CP+Cdl          | 0               | 0               |                    | -                  | -                  |             | -           | -           | 13     | 3      |        |
| 2019-2020       | Feirense           | SL              | 8          | 0          | CP+Cdl          | 1+0             | 0               |                    | -                  | -                  |             | -           | -           | 9      | 0      |        |
| 2020-2021       | Sporting Lisbona B | CdP             | 20         | 3          |                 | -               | -               |                    | -                  | -                  |             | -           | -           | 20     | 3      |        |
| 2021-2022       | Farense            | SL              | 31         | 4          | CP+Cdl          | 2+2             | 0               |                    | -                  | -                  |             | -           | -           | 35     | 4      |        |
| 2022-2023       | Farense            | SL              | 19         | 3          | CP+Cdl          | 1+2             | 0               |                    | -                  | -                  |             | -           | -           | 22     | 3      |        |
| 2023-2024       | Farense            | PL              | 4          | 0          | CP+Cdl          | 0+2             | 0               |                    | -                  | -                  |             | -           | -           | 6      | 0      |        |
| Totale carriera | Totale carriera    | Totale carriera | 99         | 13         |                 | 10              | 0               |                    | -                  | -                  |             | -           | -           | 109    | 13     |        |